# Naz Mitrou-Long
Nazareth Jersey "Naz" Mitrou-Long (Mississauga, Ontario, 3 de agosto de 1993) es un jugador de baloncesto canadiense naturalizado griego que pertenece a la plantilla del Olympiacos BC de la A1 Ethniki de Grecia. Con 1,91 metros de altura, juega en la posición de base o escolta. Es hermano del también jugador profesional Elijah Mitrou-Long.

### Universidad
Jugó cinco temporadas con los Cyclones de la Universidad Estatal de Iowa, en las que promedió 9,5 puntos, 2,7 rebotes y 1,8 asistencias por partido. En la temporada 2015-16, tras disputar 8 partidos, decidió parar para operarse de las molestias que venía arrastrando en la cadera, perdiéndose el resto del curso. En su último año fue incluido en el segundo mejor quinteto de la Big 12 Conference.

#### Estadísticas
| Año     | Equipo     | PJ  | PT | MPP  | %TC  | %3P  | %TL   | RPP | APP | ROB | TPP | PPP  |
| ------- | ---------- | --- | -- | ---- | ---- | ---- | ----- | --- | --- | --- | --- | ---- |
| 2012–13 | Iowa State | 18  | 0  | 6.9  | .348 | .278 | 1.000 | .8  | 1.0 | .3  | .0  | 1.4  |
| 2013–14 | Iowa State | 36  | 7  | 20.3 | .432 | .400 | .643  | 1.6 | 1.1 | .2  | .1  | 7.1  |
| 2014–15 | Iowa State | 34  | 33 | 27.5 | .449 | .391 | .755  | 2.9 | 2.0 | .8  | .1  | 10.1 |
| 2015–16 | Iowa State | 8   | 8  | 31.6 | .425 | .291 | .600  | 2.9 | 1.9 | .6  | .3  | 12.0 |
| 2016–17 | Iowa State | 35  | 35 | 33.3 | .473 | .384 | .795  | 4.6 | 2.7 | 1.2 | .0  | 15.1 |
| Total   | Total      | 131 | 83 | 24.5 | .451 | .380 | .751  | 2.7 | 1.8 | .7  | .1  | 9.5  |

### Profesional
Tras no ser elegido en el Draft de la NBA de 2017, disputó las Ligas de Verano con Sacramento Kings e Indiana Pacers, promediando 9,5 puntos y 3,6 rebotes en los ocho partidos que disputó, cuatro con cada equipo. Firmó posteriormente con Utah Jazz para diusputar la pretemporada, pero fue despedido a mediados de octubre. Posteriormente fue asignado como afiliado a los Salt Lake City Stars de la NBA G League, hasta que en diciembre firmó un contrato dual para jugar en ambos equipos. Debutó con los Jazz el 26 de diciembre, anotando el único triple que intentó en medio minuto en la cancha.
El 29 de julio de 2021, firma por el Basket Brescia Leonessa de la Lega Basket Serie A italiana.
El 27 de junio de 2022 firmó con el Olimpia Milano de la Lega Basket Serie A italiana.
El 21 de noviembre de 2023 fichó por el Olympiacos BC de la A1 Ethniki griega.

## Selección nacional
Habiendo nacido en Canadá como hijo de un padre de raíces trinitenses y de una madre de raíces griegas, Mitrou-Long optó por representar a Grecia a nivel internacional. Hizo su debut con el representativo helénico en noviembre de 2024, en un partido ante Gran Bretaña enmarcado en la clasificación para el Campeonato Europeo de Baloncesto Masculino de 2025.

## Estadísticas de su carrera en la NBA

### Temporada regular
| Año     | Equipo  | PJ | PT | MPP | %TC   | %3P   | %TL   | RPP | APP | ROB | TPP | PPP |
| ------- | ------- | -- | -- | --- | ----- | ----- | ----- | --- | --- | --- | --- | --- |
| 2017-18 | Utah    | 1  | 0  | 1.0 | 1.000 | 1.000 | -     | .0  | .0  | .0  | .0  | 3.0 |
| 2018-19 | Utah    | 14 | 0  | 6.0 | .300  | 0.182 | 0.1   | .4  | 1.1 | .1  | .1  | 1.1 |
| 2019-20 | Indiana | 5  | 0  | 9.4 | .353  | 0.167 | 0.0   | .4  | 1.6 | .2  | .1  | 2.8 |
| Total   | Total   | 20 | 0  | 5.7 | .333  | .250  | 1.000 | .4  | 2.7 | .3  | .2  | 1.3 |